# Creyente 2
Creyente 2 (en hangul, 독전 2; romanización revisada, Dokjeon 2; literalmente, «Guerra en solitario 2») es una película surcoreana de 2023 dirigida por Baek Jong-yul y protagonizada por Cho Jin-woong, Cha Seung-won, Han Hyo-joo y Oh Seung-hoon. Es la secuela del filme Believer (2018). Se estrenó en su país durante el 28.º Festival Internacional de Cine de Busan, el 5 de octubre de 2023. Desde el 17 de noviembre está disponible también en la plataforma de contenidos audiovisuales Netflix.

## Sinopsis
Calificada no exactamente como secuela de Believer, sino como una midquel que se sitúa en mitad de la trama de aquella, la película sigue la investigación del detective Won-ho en busca de Rock, quien desapareció después del encarcelamiento de Brian, mientras llega al núcleo más escurridizo del cartel de drogas.

## Reparto
- Cho Jin-woong como Jo Won-ho, detective.[5][6]
- Cha Seung-won como Brian Lee.[7][5][6]
- Han Hyo-joo como Big Knife, la colaboradora más cercana de Mr. Lee y encargada de manejar los asuntos de la organización.[8][9][10]
- Oh Seung-hoon como Rock.[11][6]
- Kim Dong-young como Manko, un productor de drogas sordomudo, hermano de Rona.[12]
- Lee Joo-young como Rona, una productora de drogas sordomuda, hermana de Manko.[12]
- Jung Joon-won como Kang Deok-cheon.[13]

## Producción
Netflix confirmó la producción de Creyente 2, así como la composición del reparto protagonista y el nombre del director, el 20 de junio de 2022. También se adelantó la aparición de un nuevo personaje, Big Knife, una mujer que conoce la verdadera identidad del jefe Lee. En ese momento había terminado la preproducción y era inminente el comienzo del rodaje. Este concluyó en noviembre del mismo año, con una parte filmada en Noruega.
Con respecto al reparto de Believer, y aparte de la novedad del personaje de Big Knife, Ryu Jun-yeol fue sustituido en el papel de Rock por Oh Seung-hoon. Los demás protagonistas son los mismos. Por otra parte, también cambia el director: Baek Jong-yul, que dirigió anteriormente The Beauty Inside (2015) y además del cine ha trabajado en publicidad y diseño.
El 27 de septiembre de 2023 se anunció la fecha del estreno en Netflix y se hicieron públicos un primer cartel y un avance. El 19 de octubre se publicaron algunos fotogramas de los personajes, y el 2 de noviembre el cartel y el avance principales.

## Estreno y recepción
Believer 2 se estrenó en el 28.º Festival Internacional de Cine de Busan, el 5 de octubre de 2023, dentro de la sección Korean Cinema Today - Special Premiere. El mismo día había sido presentada en una charla abierta, en el escenario al aire libre del Busan Cinema Center, con la presencia del director Baek Jong-yeol y los actores Cho Jin-woong, Cha Seung-won, Han Hyo-joo y Oh Seung-hoon.

### Crítica
Han Hyun-jung (Maeil Business Star Today) muestra su decepción por el nuevo personaje Big Knife, que considera un cliché carente de personalidad y de carisma; tampoco Han Hyo-joo parece haberse apropiado del papel con convicción, y deja un trabajo superficial. Su personaje sale perdiendo frente al aura de Cha Seung-won y también «frente a la frescura de los personajes de la película anterior».